# Shibantan (köpinghuvudort i Kina, Hunan Sheng, lat 29,16, long 111,63)
Shibantan är en köpinghuvudort i Kina. Den ligger i provinsen Hunan, i den södra delen av landet, omkring 170 kilometer nordväst om provinshuvudstaden Changsha. Antalet invånare är 20 729. Befolkningen består av 10 201 kvinnor och 10 528 män. Barn under 15 år utgör 10,0 %, vuxna 15-64 år 78 %, och äldre över 65 år 11,0 %.
Runt Shibantan är det tätbefolkat, med 511 invånare per kvadratkilometer. Närmaste större samhälle är Changde, 13,0 km söder om Shibantan. Trakten runt Shibantan består till största delen av jordbruksmark.
Genomsnittlig årsnederbörd är 1 706 millimeter. Den regnigaste månaden är maj, med i genomsnitt 303 mm nederbörd, och den torraste är december, med 32 mm nederbörd.